# Łamanie kołem

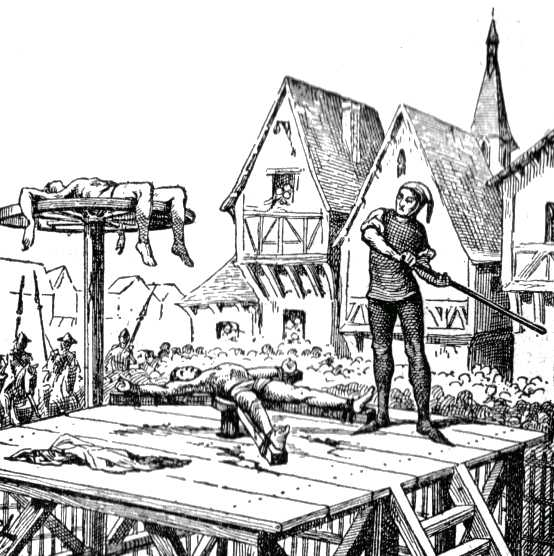
Scena łamania kołem

Łamanie kołem – rodzaj egzekucji wykonywanej poprzez miażdżenie maczugą (lub podobnym narzędziem) kolejnych części ciała skazańca przytwierdzonego do koła. Stosowana powszechnie w średniowiecznej Europie, podobnie jak ścięcie toporem i gotowanie we wrzątku. 

## Opis
Karę wymierzano publicznie na kole o średnicy ok. 2 metrów, zamontowanym poziomo na niskim palu umieszczonym na szafocie. Ofiarę (zwykle odpowiednio obnażoną) z szeroko rozstawionymi kończynami – rozpostartą w pozycji „orła”, przywiązywano do metalowych pierścieni na szprychach koła lub na jego obręczy. Dla większej skuteczności pod jej biodra, kolana, kostki, łokcie i nadgarstki niekiedy podkładano grube kawałki drewna. Następnie kat miażdżył ciało skazańca tzw. „kołem” (rodzajem ciężkiej kanciastej maczugi, której krawędzie obijano metalem) względnie żelaznym łomem lub nawet młotem kowalskim. Jego pomocnik stopniowo obracał koło, tak aby masakrowaniu ulegały kolejne części ciała ofiary. 
W wyroku częstokroć dokładnie określano liczbę uderzeń lub czas trwania kary (np. do 2 godzin). W końcu skazańca dobijano, zadając mu cios śmiertelny w brzuch lub w szyję. Po dokonaniu tych czynności ciało wystawiano na pokaz, unosząc wysoko na słupie albo stawiano w pozycji pionowej. Niekiedy dodatkowo gawiedź pastwiła się nad nim, np. wydłubując oczy.
Rozróżniano dwie postacie tej kary:
- łamanie kołem od dołu: w kolejności łamano kostki, nadgarstki; łydki, przedramiona; uda, ramiona; klatkę piersiową (kręgosłup);
- łamanie kołem od góry (mające znamiona litości, aktu łaski) wykonywano w odwrotnej kolejności: pierwszym uderzeniem w klatkę piersiową łamiąc kręgosłup; przerwanie w ten sposób rdzenia kręgowego powodowało, że skazany (o ile przeżył) nie odczuwał bólu przy dalszym wykonywaniu kary.

Łamanie kołem było szczególnie rozpowszechnione w przedrewolucyjnej Francji, gdzie było ono okrutniejszą formą bastonady (zatłuczenia na śmierć). W Niemczech podczas łamania kołem zadawano około 40 uderzeń; w monarchii Habsburgów ofiarami tej kary w 1785 r. padli przywódcy powstania chłopskiego w Siedmiogrodzie. Karę tę, która w miejscowych dokumentach występuje od XIII wieku, stosowano również w Polsce, np. w przypadkach świętokradztwa.